# Tencin
Tencin is een gemeente in het Franse departement Isère (regio Auvergne-Rhône-Alpes). De gemeente maakt deel uit van het arrondissement Grenoble. Tencin telde op 1 januari 2022 2.132 inwoners. 

## Geografie
De oppervlakte van Tencin bedroeg op 1 januari 2022 6,75 vierkante kilometer; de bevolkingsdichtheid was toen 315,9 inwoners per km². Tencin ligt op de linkeroever van de Isère.
Er is een brug naar de overkant. Daar liggen achtereenvolgens:
- La Terrasse, iets boven het niveau van de rivier;
- Saint-Bernard op het Plateau des Petites-Roches, een plateau op circa 1000 meter hoogte aan de oostflank van de Chartreuse (800 meter boven de rivier). De oostflank van de Chartreuse domineert het uitzicht, inclusief de Dent de Crolles.

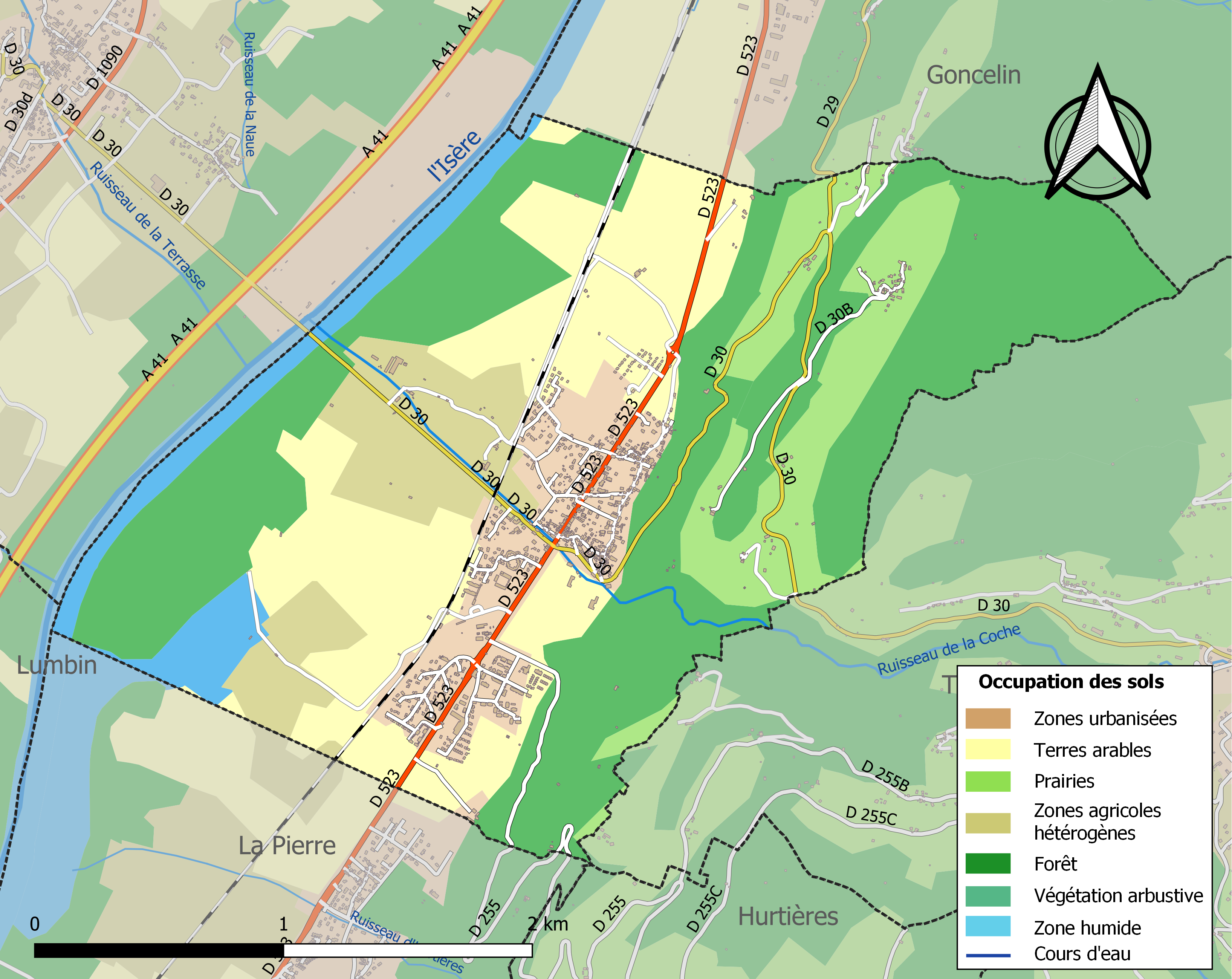
Kaart van de gemeente met de belangrijkste infrastructuur, bodemgebruik en omliggende gemeenten

## Demografie
Onderstaande figuur toont het verloop van het inwonertal (bron: INSEE-tellingen).